# Jirō Yoneyama
Jirō Yoneyama (* jap. 米山二郎, Yoneyama Jirō; 11. Mai 1944 in der Präfektur Tokio) ist ein ehemaliger japanischer Autorennfahrer.

## Karriere als Rennfahrer
Jirō Yoneyama begann in den 1960er-Jahren mit dem Sportwagensport, zu einer Zeit, als Autorennen in Japan in Europa und Nordamerika wenig Beachtung fanden. Seinen ersten Erfolg hatte er beim 1000-km-Rennen von Suzuka 1968, wo er auf einem Porsche 906 Gesamtzweiter wurde. Den ersten von insgesamt fünf Rennsiegen hatte 1969 ebenfalls auf der Rennstrecke von Suzuka.
In den 1970er-Jahren startete er regelmäßig in der Fuji Grand Champion Series und der Nachfolge-Meisterschaft, der Fuji Long Distance Series (alle Rennen fanden am Fuji Speedway statt), wo er beim 1000-km-Rennen von Fuji 1981 gemeinsam mit Chiyomi Totani und Hiroshi Fushida auf einem Chevron B36 den zweiten Gesamtrang erreichte. In den 1980er-Jahren erhielten Sportwagenrennen in Suzuka und Fuji den Status eines Wertungslaufs der Sportwagen-Weltmeisterschaft, wodurch Yoneyama international bekannt wurde. Seine Erfolge in der All Japan Sports Prototype Championship machte europäische Rennstallbesitzer auf ihn aufmerksam, sodass er zu zwei Teilnahmen beim 24-Stunden-Rennen von Le Mans kam. 1988 ging er für ADA Engineering an den Start und erreichte im ADA 03 den 18. Gesamtrang. Im Jahr darauf fiel der von ihm gefahrene Werks-Cougar C22 mit einem Motorschaden aus.

## Statistik

### Le-Mans-Ergebnisse
| Jahr | Team                | Fahrzeug      | Teamkollege         | Teamkollege    | Platzierung | Ausfallgrund |
| ---- | ------------------- | ------------- | ------------------- | -------------- | ----------- | ------------ |
| 1988 | ADA Engineering     | ADA 03        | Ian Harrower        | Hideo Fukuyama | Rang 18     |              |
| 1989 | Courage Compétition | Cougar C22 LM | Jean-Louis Bousquet | Pascal Fabre   | Ausfall     | Motorschaden |

### Einzelergebnisse in der Sportwagen-Weltmeisterschaft
| Saison | Team                        | Rennwagen         | 1   | 2   | 3   | 4   | 5   | 6   | 7   | 8   | 9   | 10  | 11  |
| ------ | --------------------------- | ----------------- | --- | --- | --- | --- | --- | --- | --- | --- | --- | --- | --- |
| 1984   | Nova Engineering            | Porsche 956       | MON | SIL | LEM | NÜR | BRH | MOS | SPA | IMO | FUJ | KYA | SAN |
| 1984   | Nova Engineering            | Porsche 956       |     |     |     |     |     | DNF |     |     |     |     |     |
| 1985   | From A Racing               | Porsche 956       | MUG | MON | SIL | LEM | HOK | MOS | SPA | BRH | FUJ | SEL |     |
| 1985   | From A Racing               | Porsche 956       |     |     |     |     |     | DNF |     |     |     |     |     |
| 1986   | From A Racing               | Porsche 956       | MON | SIL | LEM | NÜN | BRH | JER | NÜR | SPA | FUJ |     |     |
| 1986   | From A Racing               | Porsche 956       |     |     |     |     |     | 21  |     |     |     |     |     |
| 1987   | Barn Racing                 | JTK 62C           | JAR | JER | MON | SIL | LEM | NÜN | BRH | NÜR | SPA | FUJ |     |
| 1987   | Barn Racing                 | JTK 62C           |     |     |     |     |     |     | DNF |     |     |     |     |
| 1988   | ADA Engineering Barn Racing | ADA03 JTK 63C     | JER | JAR | MON | SIL | LEM | BRÜ | BRH | NÜR | SPA | FUJ | SAN |
| 1988   | ADA Engineering Barn Racing | ADA03 JTK 63C     |     |     |     |     | 18  |     |     |     |     | 18  |     |
| 1990   | Chamberlain Engineering     | British Barn BB90 | SUZ | MON | SIL | SPA | DIJ | NÜR | DON | MOT | MEX |     |     |
| 1990   | Chamberlain Engineering     | British Barn BB90 | DNF |     |     |     |     |     |     |     |     |     |     |
| 1992   | Bam International           | Tom’s BB90R       | MON | SIL | LEM | DON | SUZ | MAG |     |     |     |     |     |
| 1992   | Bam International           | Tom’s BB90R       |     | DNF |     |     |     |     |     |     |     |     |     |